# Neotysonia
Neotysonia là một chi thực vật có hoa trong họ Cúc (Asteraceae).

## Loài
Chi Neotysonia gồm các loài: